# Juliette Atkinson
Juliette Paxton Atkinson (Rahway, 15 aprile 1873 – Lawrenceville, 12 gennaio 1944) è stata una tennista statunitense.
È stata più volte vincitrice dello U.S. Women's National Championships (nel 1895, 1897 e 1898).